# Glinde (Schleswig-Holstein)
Glinde è una città dello Schleswig-Holstein, in Germania.

Appartiene al circondario (Kreis) di Stormarn (targa OD).